# Elena Cattaneo
Elena Cattaneo (Milano, 22 ottobre 1962) è una farmacologa italiana. 
Nota per i suoi studi sulla malattia di Huntington e per le sue ricerche sulle cellule staminali, è stata nominata senatrice a vita il 30 agosto 2013.

## Biografia
Nata a Milano, vive a Brugherio (MB) dalla fine degli anni ottanta. Dopo aver conseguito una laurea con lode in Farmacia nel 1986 e un dottorato in biotecnologie applicate alla farmacologia presso l'Università Statale di Milano, si trasferisce per alcuni anni a Boston, dove inizia la sua ricerca sulle cellule staminali cerebrali nel laboratorio del professore Ron McKay al Massachusetts Institute of Technology. Tornata in Italia, continua le sue ricerche dedicandosi allo studio della malattia di Huntington. Diventa ricercatrice dell'Università di Milano, nel 2001 professoressa associata e nel 2003 professoressa ordinaria presso lo stesso ateneo, ricoprendo diverse cattedre.

### Carriera scientifica

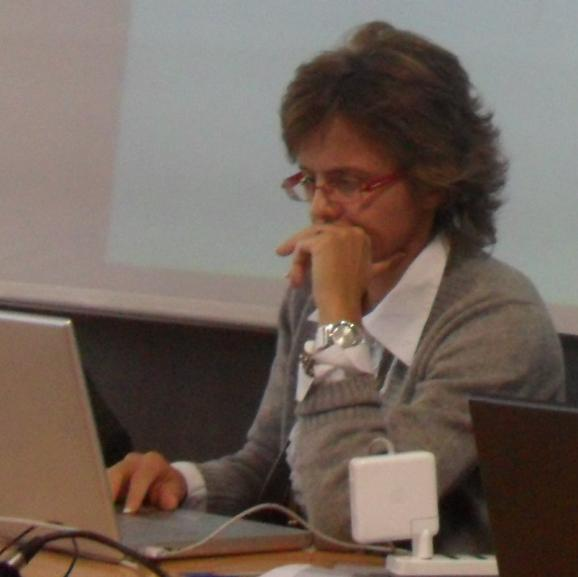
Elena Cattaneo durante una conferenza (2010)

È direttrice del laboratorio di biologia delle cellule staminali e farmacologia delle malattie neurodegenerative del dipartimento di bioscienze dell'Università Statale di Milano, il cui scopo è lo studio della malattia di Huntington, con l'obiettivo di contribuire alla comprensione dei meccanismi patogenici e allo sviluppo di strategie farmacologiche, geniche e cellulari in grado di interferire con il gene mutato e la patologia. È anche cofondatrice e direttrice del Centro interdipartimentale di ricerca sulle cellule staminali dell'Università di Milano (UniStem). Tramite il laboratorio di Biologia, è stata anche coordinatrice del network di ricerca NeuroStemcell e coordina tuttora il progetto Neurostemcellrepair. È infine coordinatrice di un network italiano per lo studio delle staminali nella malattia di Huntington finanziato dal Ministero dell'istruzione, dell'università e della ricerca.
La sua attività è prevalentemente orientata alla ricerca sulle malattie neurodegenerative e, specificamente, alla malattia di Huntington. Tra gli studi compiuti, ha dimostrato che il gene Huntington nella sua versione non mutata è importante per la sopravvivenza dei neuroni colpiti dalla malattia ed emerge da una lunga storia evolutiva. Ad agosto 2013 risultano a suo nome più di 100 pubblicazioni scientifiche indicizzate su riviste specializzate, come Science, Nature, Nature Genetics, Nature Neuroscience, Journal of Neuroscience, Journal of Biological Chemistry.
Sostenitrice della capacità della scienza di «imprime[re] forza alle società che la ispirano, aiutando a crescere la democrazia» e della necessità di difenderne e mantenerne la libertà, si schierò contro la legge 40/2004 che regolamenta la procreazione assistita e, successivamente, fu fra i firmatari di una lettera aperta al Ministero della salute nella quale invitava il Governo a non «autorizzare terapie improprie, praticate al di fuori sia delle normali linee guida in tema di terapie convalidate, sia della formale sperimentazione clinica», con riferimento alle polemiche sul cosiddetto "metodo Stamina".

### Organizzazione di eventi di divulgazione
Elena Cattaneo ha organizzato numerosi eventi scientifici locali ed internazionali, indirizzati alla comunità scientifica, al pubblico e alle istituzioni del paese. Dal 2003 è co-organizzatrice del congresso internazionale Molecular Mechanisms of neurodegeneration, che si tiene a Milano ogni due-tre anni. È stata co-organizzatrice della prima serie di congressi internazionali Advances in Stem Cell Research (Milano, 2005; Losanna, 2006; Stoccolma, 2007). Organizza gli eventi di divulgazione scientifica di UniStem, tra cui le Giornate di studio, le UniStem Lectures e la giornata UniStemDay, dedicata agli studenti delle scuole superiori.
Inoltre, dal 2017 promuove la coalizione mondiale "HDdennomore" insieme al giornalista Charles Sabine, al neuroscienziato Ignacio Munoz Sanjuan e alla genetista Claudia Perandones, con lo scopo di rimuovere lo stigma sociale che ancora accompagna (specie nelle zone più povere dell'America meridionale), i malati di còrea di Huntington. Il primo incontro si è tenuto il 18 maggio 2017, durante una udienza speciale nell'Aula Paolo VI tenuta da papa Francesco.

### Attività svolta in Senato

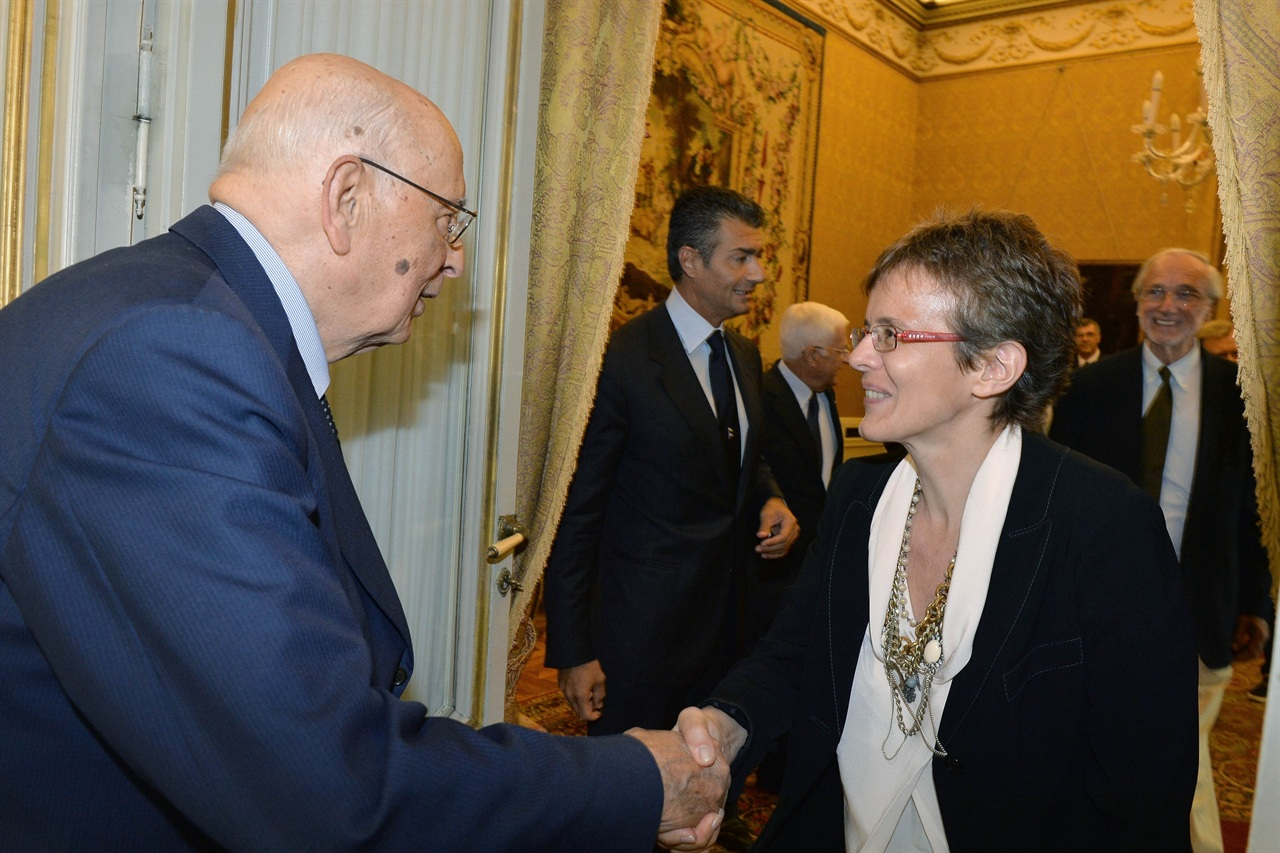
Napolitano riceve Elena Cattaneo (2014)

Tra le attività svolte in Senato da Elena Cattaneo, dopo la nomina a senatrice, figura la "Indagine conoscitiva su origine e sviluppi del cosiddetto caso Stamina" della Commissione permanente Igiene e Sanità del Senato, di cui la Cattaneo stessa è stata relatrice, vari interventi e proposte di emendamento a favore dei giovani ricercatori e del rilancio della ricerca sugli OGM. La senatrice è stata inoltre una delle promotrici del "Progetto Genomi Italia", che intendeva realizzare un'infrastruttura dedicata a un progetto di genomica su scala nazionale applicato alla sanità pubblica e che, nel 2016, è stato dichiarato chiuso a causa della mancanza di offerte di co-finanziamento del progetto (ritenute indispensabili alla sua continuazione).
Fra il 2015 e il 2016, pur riconoscendo l'importanza dell'obiettivo stabilito dal progetto Human Technopole, ha espresso varie critiche sulle modalità e le procedure adottate dal Governo Renzi relativamente alla sua realizzazione, in particolare sull'inopportunità di assegnare arbitrariamente e discrezionalmente a una fondazione di diritto privato, l'Istituto italiano di tecnologia, l'ideazione, la progettazione esecutiva e i relativi finanziamenti senza alcun bando competitivo. La posizione della senatrice fu successivamente sostenuta dal Presidente emerito della Repubblica Giorgio Napolitano, dalla CRUI e dall'Accademia Nazionale dei Lincei. Nel settembre 2016, il Governo recepisce le critiche e impone correzioni alla governance e alla struttura del progetto, istituendo un Comitato di coordinamento presieduto dall'ex Rettore dell'Università di Bergamo, Stefano Paleari.
Ha anche contribuito con un emendamento alla legge sull'obbligo vaccinale in Italia, prevedendo il coinvolgimento dell'Agenzia italiana del farmaco in caso di controversie relative ai vaccini o a farmaci oggetto di sperimentazione, con la finalità di assicurare ai giudici, in tali materie, l'apporto tecnico-scientifico dell'Autorità sanitaria competente.
Nel giugno 2018, nella discussione per la fiducia al Senato del Governo Conte I, si è astenuta dal voto di fiducia.
Nel gennaio 2021, nella discussione per la fiducia al Senato del Governo Conte II, successiva alla crisi innescata da Italia Viva, ha votato sì.

### Nomine
Nel 2000 diviene membro del Senato dell'Università degli Studi di Milano. Dal 2002 al 2006 partecipa come membro della Delegazione Italiana per la Genomica e le Biotecnologia presso la Comunità Europea. Dal 2006 fa parte della European Dana Alliance for the Brain e nel 2007 è Vicepresidente del Comitato nazionale per la bioetica (dimettendosi l'anno successivo). Rispettivamente nel 2008, nel 2009 e nel 2012 partecipa ai Comitati ISSCR su Clinical Translation of Stem Cell Research, Unproven Stem Cell Therapies e Legislative Educational Initiative. Nel 2007 è stata membro del comitato nazionale per la selezione del presidente del CNR. Nell'estate del 2013 viene nominata membro dell'EMBO e dell'Accademia Nazionale dei Lincei. Nel 2019 è nominata Socio nazionale dell'Accademia delle Scienze di Torino (corrispondente dal 2012). 
Già Ufficiale dell'Ordine al Merito della Repubblica Italiana dal 2006, il 30 agosto 2013 viene nominata senatrice a vita insieme a Claudio Abbado, Renzo Piano e Carlo Rubbia: è la più giovane senatrice a vita nominata nella storia della Repubblica, nonché la terza donna, dopo Camilla Ravera e Rita Levi-Montalcini, a ricoprire la carica.

## Pubblicazioni
- Elena Cattaneo, Il dolore un verso dopo, Collezione Letteraria, 2016, ISBN 978-8898224555.
- Elena Cattaneo, Ogni giorno: Tra scienza e politica, Milano, Mondadori, 2016, ISBN 9788852076374.
- Remo Bodei, Elena Cattaneo e Maurizio Franzini, Frammenti etici: scienza economia politica, Franco Angeli, 2018, ISBN 978-8891769244.
- Elena Cattaneo, Armati di scienza, Milano, Raffaello Cortina, 2021, ISBN 978-88-3285-317-9.
- Elena Cattaneo, Scienziate. Storie di vita e di ricerca, Milano, Raffaello Cortina, 2024, ISBN 9788832856682

## Premi e riconoscimenti
- Nel 2001 ha ricevuto il premio Le Scienze per la Medicina e la medaglia d'oro dal Presidente della Repubblica Carlo Azeglio Ciampi, per i suoi studi sulla corea di Huntington e sulle cellule staminali.[14]
- Nel 2005 riceve il premio Bellisario.[37] e il premio Chiara D'Onofrio[38]
- Nel 2008 riceve il premio "Grande Ippocrate Ricercatore medico dell'anno" nell'ambito della comunicazione scientifica.[39]
- Nel 2012 riceve l'Ambrogino d'oro[40] e il premio "Luigi Tartufari" per la Biologia molecolare e genetica, assegnatole dall'Accademia Nazionale dei Lincei ex aequo con il prof. Stefano Piccolo.[41]
- Nel 2023 ha ricevuto il Premio letterario internazionale Casinò di Sanremo Antonio Semeria, nella sezione "Gran trofeo", per il suo libro Armati di scienza.[42]
- Nel 2023 è stata insignita del Premio Dessì nella categoria "Premio Speciale della Giuria".[43]